# Point de chute (revue)
Pour les articles homonymes, voir Point de chute.
La revue Point de chute est une revue littéraire semestrielle fondée en 2020 par Lénaïg Cariou, Stéphane Lambion et Victor Malzac,,.

## Description
Elle désire offrir un espace de création aux poètes et poétesses qui débutent.
La revue est co-éditée et co-dirigée par Joep Polderman, Stéphane Lambion et Lola Arrouasse,. Chaque numéro est composé de six textes français et deux traductions inédites d'auteurs et d'autrices peu connus en France. Point de chute organise également des événements autour de la poésie.